# 個人頌歌
本条目所指的頌歌是在正式官方或仪式场合，为特定的个人、官职或军衔持有者到场时演奏的音乐，尤指由军乐队演奏的荣誉军乐。有些国家的礼仪规范，会有一首另外规定的乐曲来赞颂国家元首；一些国家的国歌就是为此目的而设，而另一些国家则有单独的皇家、总统或历史上的帝国颂歌，通常在国家典礼会由军乐队负责演奏。
其他官员也有可能为其演奏颂歌，例如：其中几个英联邦王国总督以演奏《Vice-Regal Salute》（向总督致敬）向其致敬，或是可以使用《Ruffles and Flourishes》（敬礼乐）作为代替或前奏颂歌。

## 列表
许多国家的国歌同时也是皇家或总统颂歌，包括：巴巴多斯、牙买加、日本、马来西亚、荷兰、巴基斯坦、葡萄牙等。
其他一些国家有另外规定的颂歌，包括：
| 国家           | 官职                                                 | 颂歌 | 备注 |
| -------------- | ---------------------------------------------------- | --- | --- |
| 阿根廷         | 总统                                                 | 《伊图萨因戈进行曲》                                                                                      | 总统进行曲。 |
| 澳大利亚       | 君主                                                 | 《天佑吾王》                                                                                              | |
| 澳大利亚       | 总督、各州州督                                       | 《向总督致敬》（Vice-Regal Salute）                                                                       | 澳大利亚国歌《前进，美丽的澳大利亚》的前四个小节和后四个小节； 1984年之前，总督致敬是《天佑吾王》的前六小节。 |
| 巴西           | 总统                                                 | 《向共和国总统致敬》（Continências ao Presidente da República）                                           | 巴西国歌的引奏与终曲，仅适用于军事仪式。 |
| 加拿大         | 君主与配偶                                           | 《天佑吾王》                                                                                              | 风笛乐队则是演奏《马洛卡》（Mallorca）。 |
| 加拿大         | 其他王室成员                                         | 《天佑吾王》的前六小节                                                                                    | 风笛乐队则是演奏《马洛卡》（Mallorca）。 |
| 加拿大         | 总督、各省省督                                       | 《向总督（或省督）致敬》（Salute to the Governor General/Lieutenant Governor），通称《Vice Regal Salute》 | 《天佑吾王》的前六小节紧接着国歌《啊，加拿大》的前四小节和后四小节；风笛乐队演奏会将《啊，加拿大》和《马洛卡》合奏。 1968年之前，总督致敬是《天佑吾王》的前六小节。 |
| 加拿大         | 加拿大军队高级官员                                   | 《向将军致敬》（General Salute）                                                                          | 演奏以向高级官员表示敬礼。 |
| 捷克共和国     | 总统                                                 | 《来自莉布丝的号角声》（Fanfáry z Libuše）                                                                | 歌剧《莉布丝》序曲中的号角声。 |
| 丹麦           | 君主                                                 | 《克里斯蒂安国王站在高耸的桅杆旁》，通称《国王颂歌》                                                      | 丹麦两首国歌之一，另一首是《有一处好地方》，但《国王颂歌》主要用于皇家和军事场合。 |
| 爱沙尼亚       | 总统                                                 | 《庄严进行曲》，又译《总统进行曲》                                                                        | 1922年，《庄严进行曲》赢得爱沙尼亚国家进行曲的作曲征集；1923年1月27日，战争部长贾安·索茨将其定为爱沙尼亚国家元老（后为爱沙尼亚共和国总统）的荣誉进行曲，从而取代此前使用的《波里团进行曲》。 |
| 爱沙尼亚       | 爱沙尼亚国防军总司令                                 | 《波里团进行曲》，曾是爱沙尼亚国家元老的荣誉进行曲，直到1923年1月27日被《庄严进行曲》取代                 | 这首曲子于1910年在第七届爱沙尼亚歌曲节上首次公开演出，当时距离爱沙尼亚宣布独立还有几年。 |
| 芬兰           | 总统                                                 | 《波里人进行曲》                                                                                          | 1918年成为芬兰国防军为总统演奏的荣誉军乐，总统通常即是芬兰国防军总司令。 由于芬兰和爱沙尼亚在语言、文化和军事传统方面有渊源，所以它也是爱沙尼亚国防军的官方荣誉进行曲，为爱沙尼亚国防军总司令演奏。 |
| 法国           | 总统                                                 | 《出征頌》                                                                                                | 1974年，总统瓦莱里·吉斯卡尔·德斯坦将其定为法国总统的颂歌。 |
| 海地           | 总统                                                 | 《当我们的祖先挣脱枷锁时》（国家吟颂）                                                                    | 这首诗歌由奥斯瓦尔德·迪朗创作，1893年由奥西德·让蒂谱曲，作为非正式的国歌；1904年被《德萨林之歌》取代。 |
| 爱尔兰         | 总统                                                 | 《向总统致敬》（Presidential Salute）                                                                     | 国歌《戰士之歌》的前四小节和后五小节 |
| 爱尔兰         | 总理                                                 | "Mór Chluana" / "Amhrán Dóchais"                                                                          | "Mór Chluana" ("More of Cloyne") is a traditional air collected by Patrick Weston Joyce in 1873. "Amhrán Dóchais" ("Song of Hope") is a poem written by Osborn Bergin in 1913 and set to the air. John A. Costello chose the air as his salute. Though the salute is often called "Amhrán Dóchais", Brian Ó Cuív argues "Mór Chluana" is the correct title. |
| 意大利         | 总统                                                 | 《意大利人之歌》                                                                                          | 意大利国歌；1991年曾经采用《撒丁岛国歌》（Inno Sardo Nazionale）作为弗朗切斯科·科西加总统的颂歌，以向其撒丁岛血统致敬。 |
| 大韩民国       | 总统                                                 | 《凤凰颂》（봉황，Phoenix Hymn》                                                                          | 《将星进行曲》的修改版，在阅兵或总统出席活动时演奏。 |
| 大韩民国       | 副部长以上公职人员或外交使节                         | 《无穷花》（무궁화，Rose of Sharon）                                                                      | |
| 大韩民国       | 大韩民国国军将官                                     | 《将星进行曲》（장성 행진곡，Star March）                                                                 | 取决接受敬礼者的军阶（将星），前奏次数由一次到四次不等，准将一次、少将二次，以此类推；元帅（五星上将）虽然有五颗将星，但演奏次数与上将相同为四次。 |
| 卢森堡         | 大公                                                 | 《威廉颂》                                                                                                | 1883年威廉三世担任卢森堡大公时，收录在《国王万岁！女王万岁！》（Vive la Roi, Vive la Reine），与荷兰国歌《威廉颂》有历史渊源，因为当时卢森堡与荷兰是共主邦联；《威廉颂》适用于大公家族成员参加官方仪式时，国家庆典上则是演奏国歌《我们的祖国》。 |
| 马来西亚       | 最高元首、州元首                                     | 《我的祖国》精简版                                                                                        | 国歌的第一部分和最后一部分组成； 如果是向州元首致敬，则在相应的州歌之前演奏。 |
| 马来西亚       | 马来统治者                                           | 《我的祖国》短版                                                                                          | 国歌的最后一部分，在相应的州歌之后演奏，仅适用于马来统治者代表最高元首出席的场合。 |
| 荷兰           | 荷兰王室成员、阿鲁巴总督、库拉索总督和荷属圣马丁总督 | 《威廉颂》                                                                                                | 荷兰国歌。 |
| 荷兰           | 不适用《威廉颂》的各类高级官员                       | 《弗里斯兰的年轻王子》（De Jonge Prins van Friesland）                                                    | 直到1986年碧翠斯女王提出反对之前，部长们一直使用国歌作为颂歌。 |
| 新西兰         | 君主                                                 | 《天佑吾王》                                                                                              | 两首国歌之一，另外一首是《天佑新西兰》。 |
| 新西兰         | 总督                                                 | 《向总督致敬》（Salute to the Governor-General）                                                          | 《天佑吾王》的前六小节， 也可以演奏完整的颂歌。 |
| 挪威           | 君主                                                 | 《国王颂》                                                                                                | |
| 巴布亚新几内亚 | 君主                                                 | 《天佑吾王》                                                                                              | |
| 菲律宾         | 总统                                                 | 《马布海》（Mabuhay）（《马布海进行曲》），又名《总统进行曲》                                             | “马布海”一词意为“万岁”。这首颂歌由老蒂尔索·克鲁兹（Tirso Cruz, Sr）作曲，美国人詹姆斯·金·斯蒂尔（James King Steele）填写英文歌词，创作于1935—40年左右。 国家重大活动中，这首颂歌用于宣布总统莅临，但没有前奏的敬礼乐。 |
| 菲律宾         | 总统                                                 | 《向总统致敬》（Marangál na Parangál sa Pangulo）                                                         | 仅限军事活动使用，前奏有四次敬礼乐，通常与21响礼炮一起奏响。 |
| 波兰           | 总统                                                 | 《总统信号》（Sygnał prezydencki）                                                                        | 重大活动中升起总统旗时，在总统面前演奏颂歌。 |
| 俄罗斯         | 总统                                                 | 《总统号角》（Президентская Фанфара，Prezidentskaja Fanfara）                                             | 总统抵达典礼会场时，军乐队演奏的荣誉音乐。 |
| 新加坡         | 总统                                                 | 《前进吧，新加坡！》精简版                                                                                | 外国元首访问期间，仅演奏前六小节； 重大国家活动期间，会演奏完整的国歌。 |
| 瑞典           | 君主                                                 | 《国王颂》                                                                                                | 1893年正式被采用，取代之前使用的《天佑吾王》。 |
| 中华民国       | 总统                                                 | 《总统进行曲》                                                                                            | 1976年，国防部颁定《总统进行曲》作为典礼乐，由赖孙德芳与周仕琏上校谱曲； 中华民国中枢春秋祭典则是演奏《崇戎乐》。 |
| 中华民国       | 中华民国国军将官                                     | 《将军进行曲》                                                                                            | 取决接受敬礼者的军阶（将星），前奏次数由一次到四次不等。 |
| 泰国           | 君主                                                 | 《頌聖歌》                                                                                                | 1932年以前使用的国歌，颂扬国王威严的颂歌，现今在电影院、剧院等演出节目之前，以及国王和王后出席的所有重大活动中演奏。 |
| 泰国           | 国王                                                 | 《赞美君王》（สดุดีจอมราชา，Sadudee Jom Racha）                                                             | 用于纪念哇集拉隆功国王和素提达王后的仪式。 |
| 泰国           | 其他王室成员                                         | 《胜利颂》（เพลงมหาชัย，Pleng Maha Chai）                                                                  | 在非常正式的场合，也可以用于首相。 |
| 泰国           | 其他情况                                             | 《祥瑞颂》（เพลงมหาฤกษ์，Pleng Maha Roek）                                                                 | 主要用于迎接高级政府官员和就职典礼，也被用作泰国皇家军队的通用礼炮音乐。 |
| 美国           | 总统                                                 | 《向统帅致敬》                                                                                            | 根据不同活动的情况，可能会演奏短版或长版。 |
| 美国           | 副总统                                               | 《哥伦比亚万岁》                                                                                          | 演奏前8小节和后4小节。 |
| 美国           | 各类高级官员                                         | 《一号荣誉进行曲》（Honors March 1）                                                                      | 《星条旗永不落》32小节的混合曲。 |
| 美国           | 美国陆军、空军和太空军将官                           | 《将军进行曲》（General's March）                                                                         | 在美国陆军条例“AR 600-25”中被列为《二号荣誉进行曲》（Honors March 2）。 |
| 美国           | 美國海軍将官                                         | 《海军上将进行曲》（Admiral's March）                                                                     | 在美国陆军条例“AR 600-25”中被列为《三号荣誉进行曲》（Honors March 3）。 |
| 美国           | 美国海岸警卫队和海军陆战队将官                       | 《旗官进行曲》（Flag Officer's March）                                                                    | 在美国陆军条例“AR 600-25”中被列为《四号荣誉进行曲》（Honors March 4）；虽然从技术上来说与《海军上将进行曲》为不同曲目，但实际上演奏的是相同音乐。 |